# Militärorden für Tapferkeit

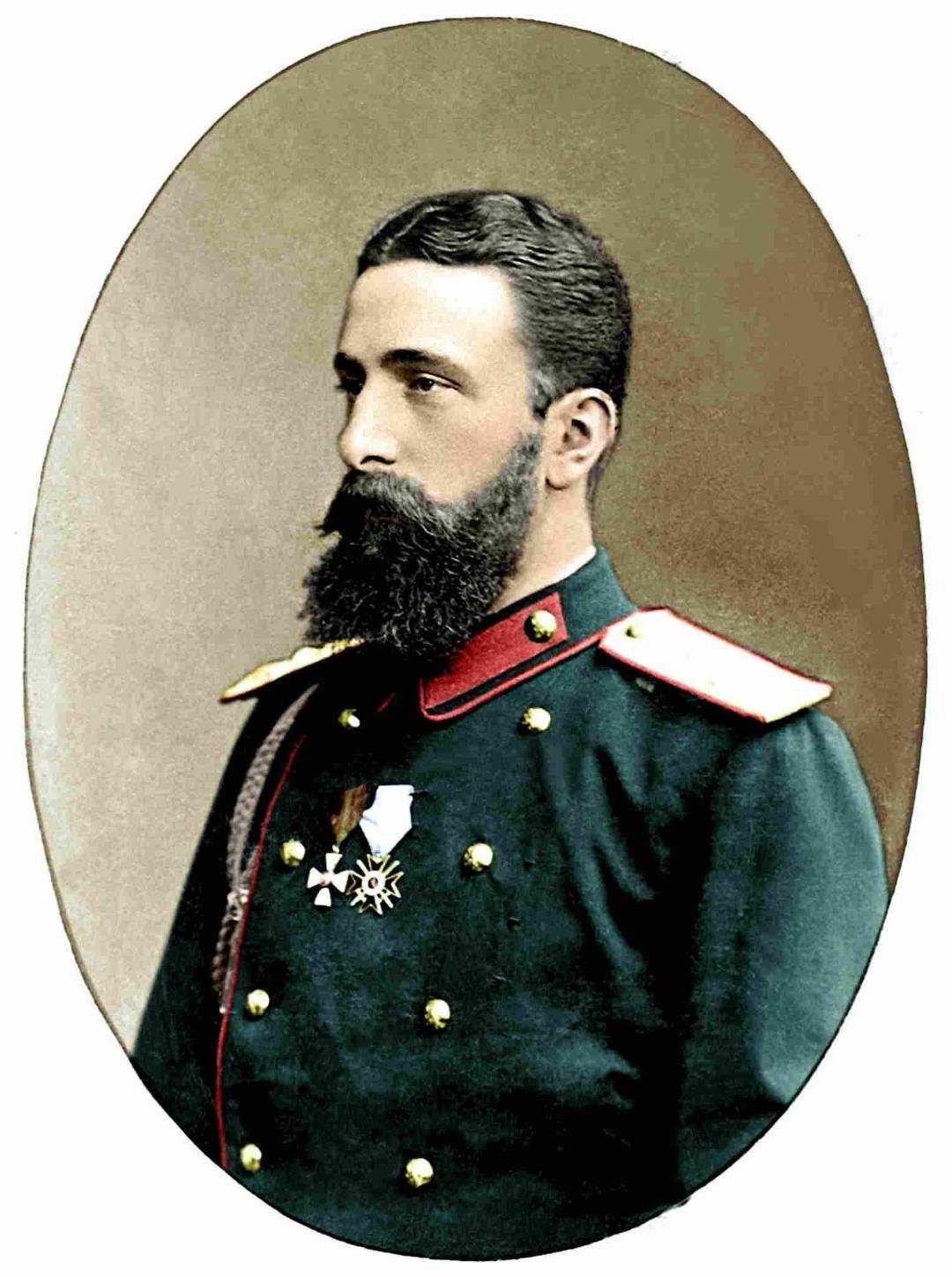
Fürst Alexander I. mit russischem St. Georgskreuz IV. Stufe und bulgarischem Militärorden für Tapferkeit IV. Stufe 1885

Der Militärorden für Tapferkeit (bulgarisch За храброст Sa chrabrost) wurde am 17. April 1879 durch Fürst Alexander I. von Bulgarien gestiftet und war bis zum Ende der Monarchie im Jahre 1946 die höchste Auszeichnung des Landes, die für Tapferkeit vor dem Feinde verliehen wurde.
Am 29. Mai 2003 beschloss die bulgarische Nationalversammlung die Wiedereinführung des Ordens in leicht veränderter Form.

## Republik Bulgarien
Der aktuelle Orden besteht aus drei Stufen, die jeweils mit und ohne Schwerter verliehen werden können. Die erste Stufe wird an Generale und Admirale, die zweite an Offiziere, die dritte an Unteroffiziere und Mannschaften verliehen. Das Ordenszeichen ist ein Malteserkreuz, in dessen Mitte ein rot emailliertes Medaillon dem bulgarische Wappen zu sehen ist. Das Medaillon ist von einem Reif mit der kyrillischen Inschrift За храброст (Für Tapferkeit) umschlossen. Das Revers zeigt die Flagge Bulgariens und die Umschrift РЕПУБЛИКА БЪЛГАРИЯ (Republik Bulgarien).
Die Kreuze der I. Stufe sind weiß, die der II. Stufe rot emailliert.

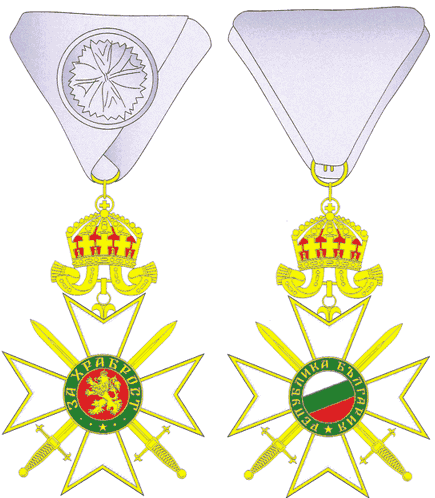
I. Stufe mit Schwertern
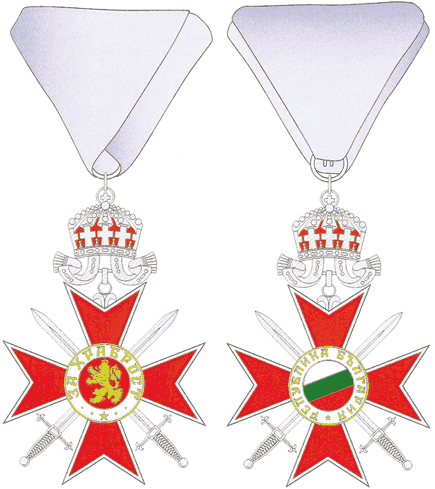
II. Stufe mit Schwertern
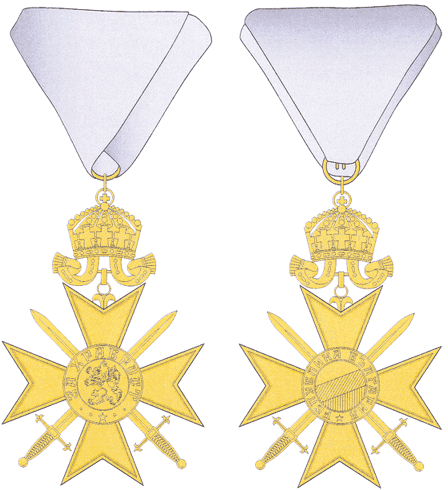
III. Stufe mit Schwertern
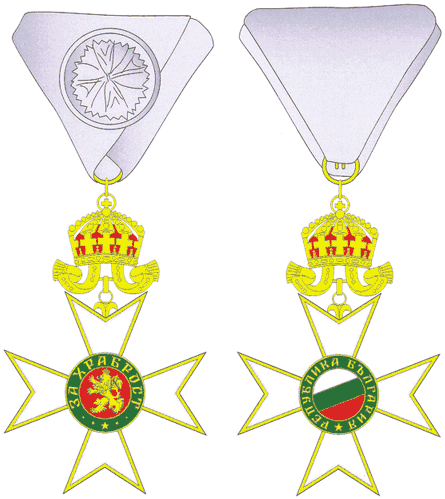
I. Stufe ohne Schwerter
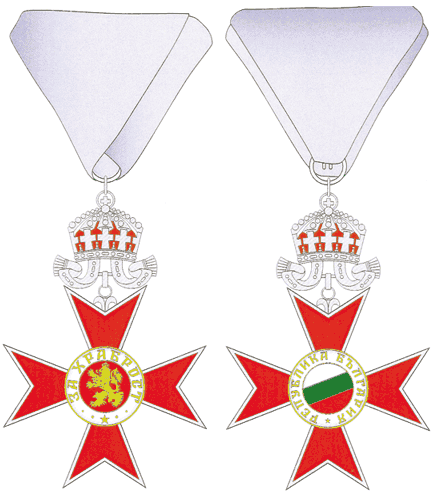
II. Stufe ohne Schwerter
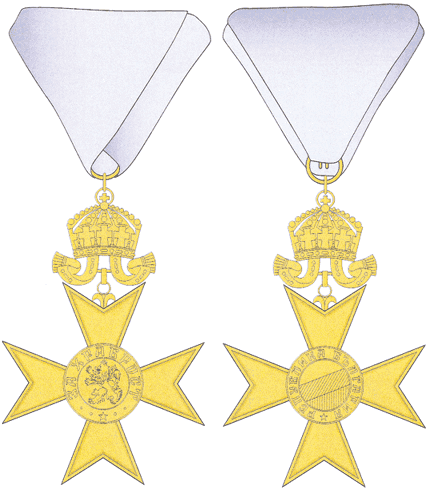
III. Stufe ohne Schwerter

Das Ordenszeichen wird auf der linken Brust an einem blauen Dreiecksband getragen, die I. Stufe mit einer Rosette.

## Fürstentum Bulgarien

### Ordensklassen

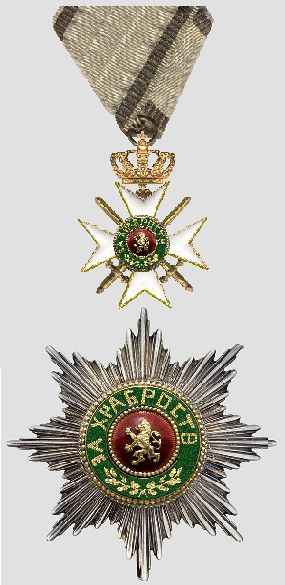
Militärorden für Tapferkeit, 2. Modell 1887, oben III. Stufe, darunter der Stern der I. Stufe

Der Orden bestand ursprünglich aus einem Großkreuz, das ausschließlich dem regierenden Monarchen vorbehalten war, und drei Stufe sowie einem Tapferkeitskreuz für Unteroffiziere und Mannschaften in drei Stufen.
Am 1. Dezember 1885, nach Beendigung des Kriegs gegen Serbien wurde nach dem Vorbild des russischen Georgsordens eine IV. Stufe gestiftet.
Während des Ersten Weltkriegs wurde der Orden erneuert und bestand nun aus den Klassen:
- I. Stufe mit Totenköpfen
- I. Stufe
- II. Stufe
- III. Stufe
  - I. Klasse
  - II. Klasse
- IV. Stufe
  - I. Klasse
  - II. Klasse
- Tapferkeitskreuz I. bis III. Stufe

Die beiden Monarchen Kaiser Wilhelm II. (I. Stufe mit Totenköpfen) und der türkische Sultan Mehmed V. (I. Stufe) erhielten je eine Sonderform der Auszeichnung mit Brillanten.

Emblem der bulgarischen Luftwaffe 1937 bis 1940

Während des Zweiten Weltkriegs wurde der Orden ab 1942 wieder verliehen, die IV. Stufe war auf der Kokarde der Bulgarischen Luftwaffe abgebildet.

### Ordensdekoration

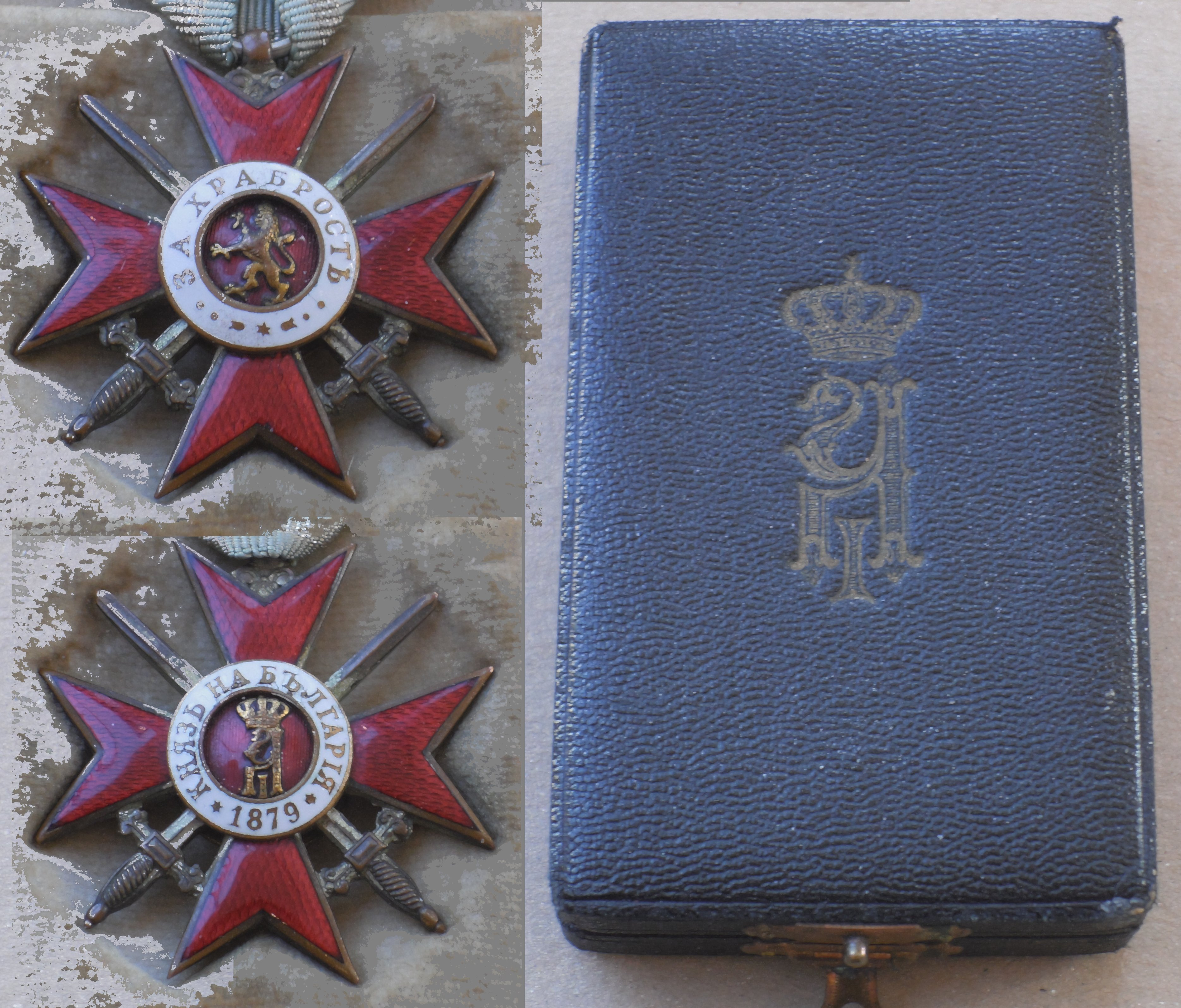
IV. Stufe, 1. Modell 1885

Das Ordenszeichen der I. bis III. Stufe ist ein Silber vergoldetes weiß emailliertes Malteserkreuz, durch dessen Kreuzwinkel zwei gekreuzte Schwerter verlaufen. Im rot emaillierten Medaillon ist ein nach links gewendeter stehender Löwe zu sehen. Das Medaillon ist von einem Reif mit der kyrillischen Inschrift За храброст (Für Tapferkeit) umschlossen. Das erste Modell zeigt im Reif unterhalb des Löwen einen Stern mit beidseitig je zwei Lilien und zwei Punkten. Ab 1887 existieren auch Varianten mit jeweils einem Punkt zwischen Stern und Lilien, ab dem 1942 stattdessen ein durchgehender Strich.
Die Rückseite zeigt bei allen Modellen die Initialen А I (Alexander I.), in einem Reif mit der Inschrift 1879, 1915 bzw. 1942. 
Das Kreuz der IV. Stufe hat keine Krone, ist rot emailliert und hat einen weiß emaillierten Reif mit der bereits beschriebenen Inschrift. Die II. Klasse der IV. Stufe ist ohne Schwerter.
Das Tapferkeitskreuz ist aus Feinzink und ohne Emaille gefertigt und entspricht im übrigen Aussehen der IV. Stufe. Die I. und II. Stufe des Tapferkeitskreuzes von 1879 waren vergoldet, die III. und IV. versilbert. Die I. und III. wurden an einem Band mit Querschleife an der linken  Brust getragen, die II. und IV. ohne Querschleife.
Die I. Stufe ist ab 1887 vergoldet, die II. versilbert, und die III. in Bronze gehalten.

### Trageweise

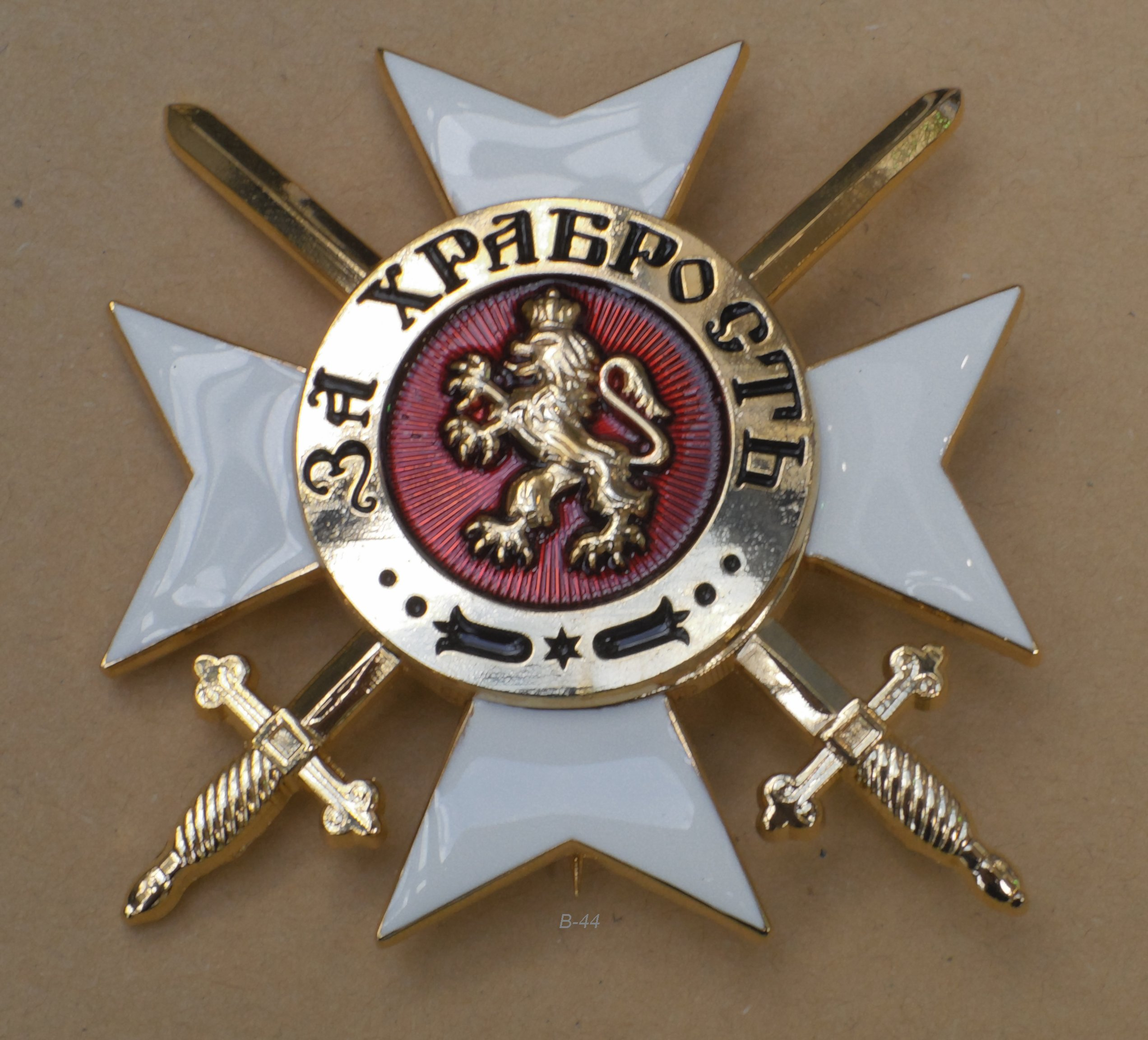
Bruststern zur I.Stufe, 1. Modell 1879

Getragen wurde die I. und II. Stufe als Halsorden, wobei die I. Stufe zusätzlich einen Bruststern trug. Die III. und IV. Stufe sowie das Tapferkeitskreuz wurden am Bande an der linken Brust getragen. Die I. Klasse der IV. und der III. Stufe wurden ab 1915 als Steckkreuz auf der linken Brustseite getragen.
Das Ordensband ist hellblau mit einem silbernen gerippten, abgesetzten Seitenstreifen.